# Байхуа
Байхуа (трад. кит. 白話, упр. 白话, с.-кит. báihuà/байхуа, кант. baak6waa6-2/паакваа, южноминь. pe̍h-oē/пэ-вэ, буквально «простая речь») — китайский термин, означающий «разговорный, повседневный язык». В широком смысле обозначает местный разговорный язык, в таком виде это слово ныне употребимо среди говорящих на кантонском и южноминьском языках. Исторически словом «байхуа» также называют разговорный язык, противопоставляемый классическому китайскому языку, вплоть до языка некоторых произведений среднекитайского периода времен династии Тан (618—907 годы нашей эры).

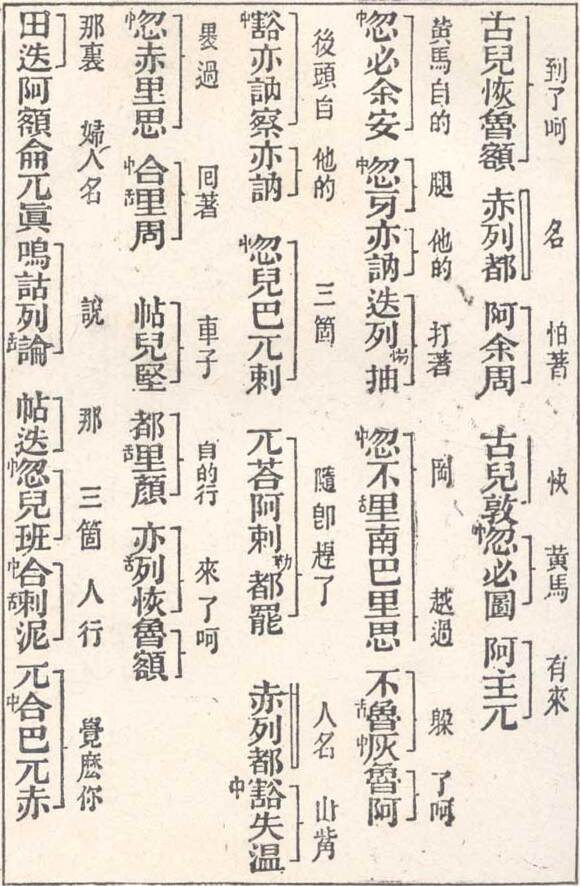
«Сокровенное сказание монголов», XIV век (издание 1908 года). Текст на монгольском, транскрибированный иероглифами, с глоссарием на разговорном севернокитайском

В узком смысле «письменный байхуа» (白話文) — язык ряда литературных произведений, использовавшийся начиная с династии Мин (с XIV века) и основанный на северокитайском языке, в частности, диалекте низовий Янцзы (нанкинском), а затем и пекинском, лёгший в основу стандартного севернокитайского языка (гоюя, а затем путунхуа). Помимо письменного севернокитайского (官話白話文), существуют также письменный кантонский (粵語白話文), письменный шанхайско-сучжоуский (吳語白話文), письменный хокло (閩南語白話文 или 臺語白話文) и письменный хакка (客語白話文).

## Ранний период
Вплоть до XX века официальный письменный язык в Китае (классический китайский) был основан на древнекитайском языке времён Цинь (221—206 годы до нашей эры). Разговорный же язык быстро изменялся, уже во времена династий Тан и Сун (VII—XIII века нашей эры) язык фольклорных и буддистских сказаний (變文 бяньвэнь), а также проповедей (語錄 юйлу) отличался от литературного. Были популярны народные сказания в жанре хуабэнь, в том числе так называемые пинхуа (評話), сохранившиеся в поздних (после 1550 года) антологиях. В период Сун разные языки китайской группы окончательно обособились.
Некоторое время северный вариант севернокитайского языка использовался в административной работе монгольской империи Юань (1271—1368). Иногда его записывали монгольской алфавитной письменностью (квадратным письмом), ей, в частности, написаны словари. Элементы разговорного севернокитайского есть в переводе XIV века хроники «Сокровенное сказание монголов», содержащей также транскрипцию с монгольского языка китайскими иероглифами и использовавшейся для изучения монгольского во времена династии Мин. Её язык упрощён и характеризуется наличием грамматических калек с монгольского языка. Также в XIV веке была составлены книги «Ногольдэ» (老乞大, хангыль 노걸대, путунхуа Лао Цида) и «Пак Тхонса» (朴通事, хангыль 박통사, «Толмач Пак»), учебники разговорного севернокитайского для корейских купцов и дипломатов, сохранившиеся в более поздних переработанных изданиях. На северном диалекте мандаринского также создавались некоторые пьесы, такие, как «Западный флигель» (西廂記 Сисян цзи) и баллады чжугундяо (諸宮調) в чжурчженьском государстве Цзинь.

## Расцвет разговорной литературы

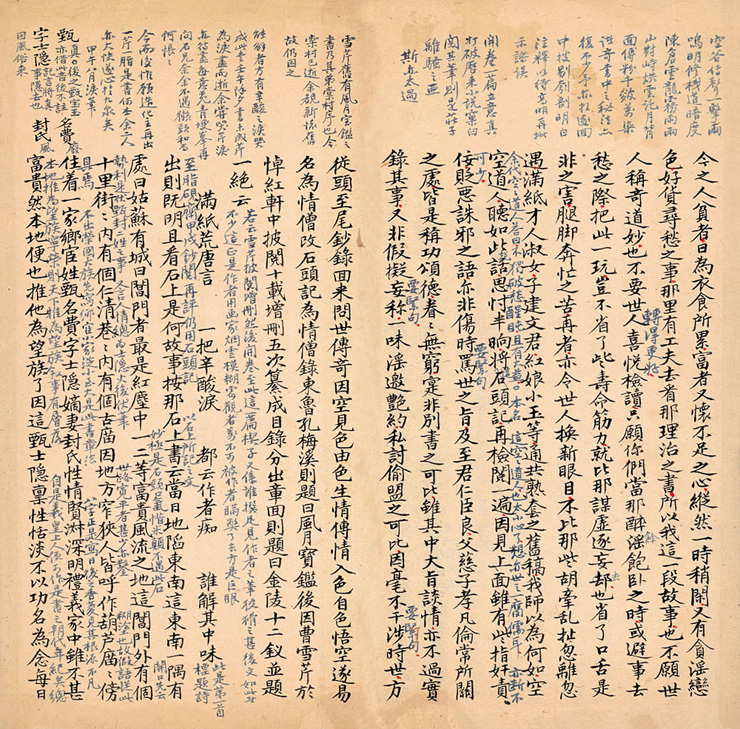
Рукопись «Сна в красном тереме», 1759 год

Повседневный язык стал шире использоваться в литературе начиная с династии Мин (с XIV века). Хотя официальным языком китайских государств, существовавших за это время, продолжал оставаться классический китайский, разговорные языки использовались в «низкой» развлекательной литературе. Разговорный стиль обычно требовали произведения, которые предполагалось исполнять вслух, например, пьесы и баллады, а также прямая речь персонажей в романах. Значительная их часть писалась на койне, основанном на южном (цзянхуайском) диалекте севернокитайского языка, распространённом, в частности, в городе Нанкин. Тем не менее, в текстах ранних повестей всё ещё было сильно влияние классического китайского. Одни из самых ранних разговорных произведений, романы «Речные заводи» и «Троецарствие», традиционно относят к XIV веку, хотя насчёт их точной датировки и сохранности текста ведутся споры, в частности, некоторые бытовые принадлежности и отсылки, упомянутые в «Речных заводях», не могли появиться ранее времён императора Цзяцзина (1521—1567). Ранние произведения как южного, так и северного вариантов севернокитайского языка значительно отличаются от поздних классических романов, вроде «Сна в красном тереме» и «Неофициальной истории конфуцианцев» XVIII века, на которые ориентировались создатели современного стандартного севернокитайского.

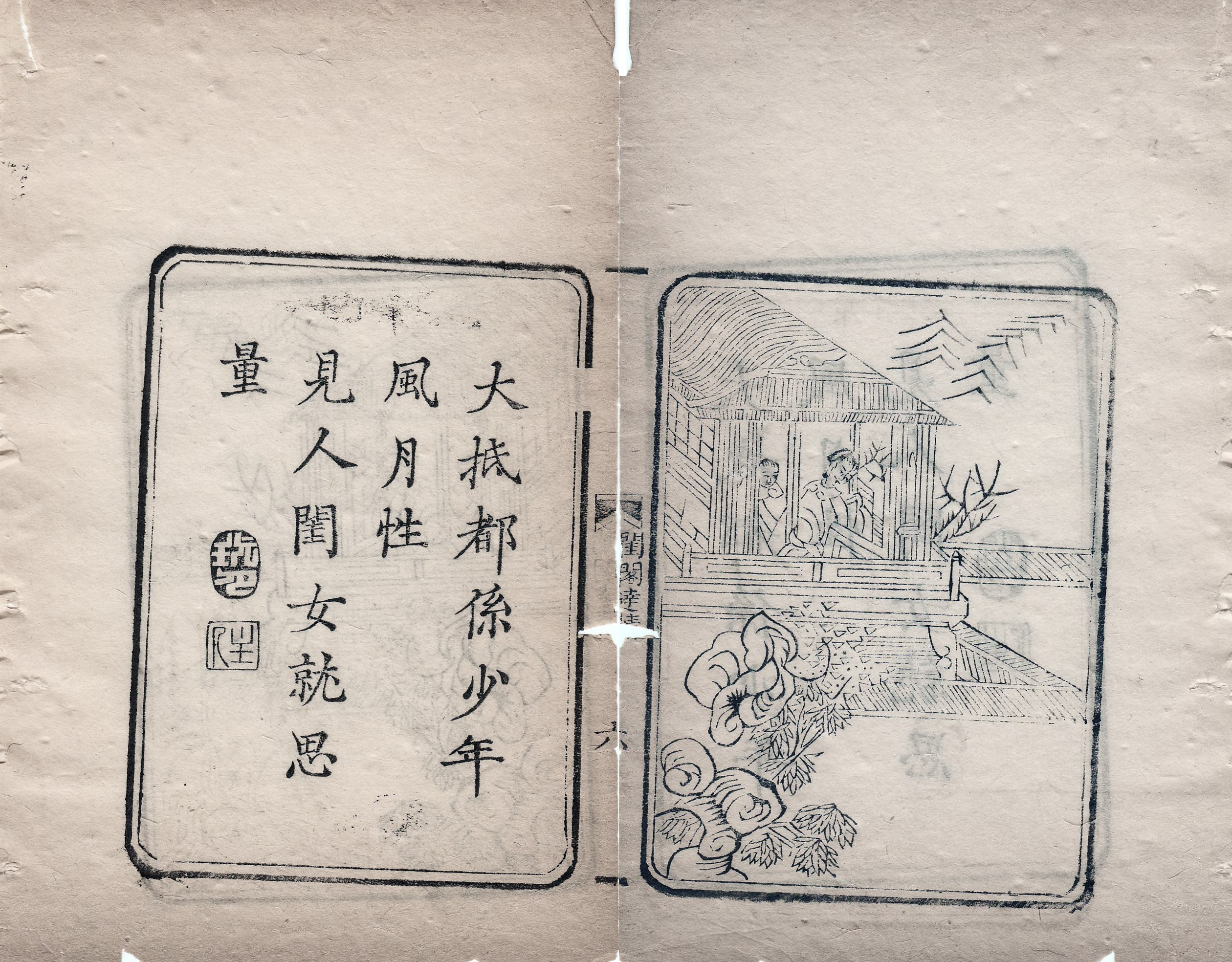
«Повесть о цветочной бумаге», XVII век, старейшее обнаруженное произведение на раннем письменном кантонском

К концу династии Мин появлялись также произведения на кантонском языке (юэ). В регионе Гуандуна, судя по всему, был необычайно высокий уровень грамотности, в том числе среди женщин, составлявших значительную аудиторию читателей разговорной литературы. В простонародье распространялись издания баллад и песен в местных жанрах мукъюсю (木魚書) и намъям (南音), исполнявшихся в увеселительных заведениях, кабаках и борделях. Примерами ранней литературы, содержащей сугубо кантонские иероглифы, служат «Повесть о цветочной бумаге» (花箋記 Фачинь Кэй), «История двух лотусов» (二荷花史 И-Хофа Си), «Золотой замо́к, подвеска с утками и коралловый веер» (金鎖鴛鴦珊瑚扇記 Камсо-Юньён-Саньусинь Кэй). Позднее ещё более разговорный язык использовали песни бедняков лунчау (龍舟, «песни драконьих шлюпок»). Престиж разговорной литературе принесло издание «Кантонских любовных песен» (粵謳 Ют-ау) в 1828 году.
Самое раннее известное произведение на южноминьском языке — пьеса «Повесть о личи и зеркале» (荔鏡記 Nāi-kèng-kì/Найкинг-ки). Также на нём создавались песенные сборники Куа-а-чхе (歌仔冊 Koa-á-chheh). В начале XX века южноминьский язык проникал в тайваньскую «коренную литературу», пока на неё не ополчились японские, а затем и гоминьдановские власти. Тайваньская литература начала возрождаться в 1970-е и 80-е, на фоне локалистских настроений на Тайване. Миньские языки намного сильнее отличаются от остальных китайских, более 50 % разговорных слов не имеют устоявшихся иероглифов для их передачи. В XIX веке западные миссионеры создавали для миньских языков системы латинизации, в частности, пэвэдзи, на которых издавались и до сих пор издаются христианские и другие книги. В нынешнее время стандартную систему письма иероглифами разработало тайваньское министерство образования.
Элементы языка у (шанхайского и особенно сучжоуского диалекта) прослеживаются в песнях танци (彈詞) и куньшаньской опере с эпохи Мин, но активно он стал использоваться позднее. В произведениях он обычно употреблялся в прямой речи куртизанок, хотя в «Житие цветов Шанхая» (海上花列傳 He2zaan3ho1 Lih4-zoe3/Хэзанхо Лиъзё) диалоги полностью написаны на у. Этот роман не сыскал большой популярности, хотя его высоко оценили критики (в частности, Лу Синь и Ху Ши) и даже называли классикой. С другой стороны, повесть «Девятихвостая черепаха» (九尾龜 Jieu-mi Jy/Чьеми Чу) издававшаяся с 1906 по 1910 годы, была одной из самых популярных книг своего времени. Также язык у используется, например, в романах «Бесконечный снег» (海天鴻雪記) и «Каталог глупостей» (鬼話連篇錄).

## Современность

Современные книги на тайваньском (южноминьском) языке

В газетную публицистику байхуа проник в конце XIX века и только на местном уровне, газеты общенационального значения издавались на классическом китайском ещё в 1920-е годы. Байхуа стал применяться официально после начала студенческого Движения 4 мая 1919 года, одним из требований участников которого была отмена классического китайского и переход на байхуа. Множество газет на байхуа стало выходить после 1919 года, а в 1920 году байхуа был включён в программу начальной школы, однако до 1949 года статус классического китайского в официальной коммуникации практически не подвергался изменению. Законодательство Китайской республики оставалось на классическом китайском вплоть до 1970-х.
До появления современной литературной нормы классический китайский язык был понятен большинству образованных китайцев. Долгое время этого не происходило, из-за чего только увеличивался разрыв между низшими и привилегированными слоями населения, которые владели классическим китайским. В начале XX века интеллигенция Китая (Ху Ши, Чэнь Дусю, Лу Синь и др.) стала разрабатывать новую систему норм для китайского языка и внедрять её в литературу и публицистику. Первой крупной работой на современном стандартном севернокитайском считают «Правдивую историю А-кью» Лу Синя, издававшуюся в 1921—1922 годах. Ещё до этого он экспериментировал в «первом современном рассказе» «Записки сумасшедшего» (1918), написанном в формате личного дневника.